# ヴァルデマール・フォン・プロイセン (1817-1849)
ヴァルデマール・フォン・プロイセン（Waldemar von Preußen, 1817年8月2日 - 1849年2月17日）は、プロイセン王国の王族・軍人。陸軍少将。全名はフリードリヒ・ヴィルヘルム・ヴァルデマール（Friedrich Wilhelm Waldemar）。プロイセン王子ヴィルヘルムの四男で、フリードリヒ・ヴィルヘルム3世の甥。

## 生涯
1817年8月2日、ヴィルヘルムとその妻であったヘッセン＝ホンブルク方伯フリードリヒ5世の娘マリアンネ（1785年 - 1846年）の間に第七子としてベルリンで生まれた。
1848年、ヴァルデマールはミュンスターの第13騎兵旅団の司令官に任じられた。
1849年2月17日、ヴァルデマールは未婚のままミュンスターにて死去した。墓所はベルリン大聖堂にある。